# Warner Music Group
Warner Music Group (WMG) también conocido como Warner Music, es un conglomerado de entretenimiento y sello discográfico estadounidense con sede en la ciudad de Nueva York. Es la tercera más grande de las «tres grandes» compañías discográficas mundiales, después de Sony Music Entertainment (SME) y Universal Music Group (UMG), respectivamente. Era una división de Time Warner (ahora Warner Bros. Discovery). La compañía cotizó en la Bolsa de Nueva York hasta mayo de 2011, cuando anunció su privatización y venta a Access Industries, que se completó en julio de 2011. Con una facturación anual de miles de millones de dólares, WMG emplea a más de 3500 personas y tiene operaciones en más de cincuenta países en todo el mundo.
La compañía posee y opera algunos de los sellos más grandes y exitosos del mundo, incluyendo Elektra Records, Warner Bros. Records, Parlophone y Atlantic Records. WMG también es dueño de Warner / Chappell Music, una de las editoriales de música más grandes del mundo.
Desde el 2 de agosto de 2018, WMG ha expandido su negocio a la operación de medios digitales a través de la adquisición de Uproxx Media Group.

## Sellos discográficos
- Alternative Distribution Alliance
- Asylum Records
- Atlantic Records
- Big beat
- Chrysalis Records
- Doble Music
- Divendy Records
- Discos Radiactivos Organizados
- Limitless Records
- Melody Music Inc
- East West Records
- Elektra Entertainment
- EMI Classics
- EMI Marchandising
- Facultad de Némea
- Fueled by Ramen
- Gravações Elétricas S.A.
- Kontor Records
- Maverick Records
- Mad Decent
- Nonesuch Records
- Origami Records
- Parlophone Records
- Reprise Records
- Rich Music LTD.
- Rhino Entertainment
- Roadrunner Records
- Rykodisc
- Sire Records
- Spinnin' Records
- Warner Records
- Warner Music International
- Warner Chappell Music
- Warner Music Latina
- Warner Music México
- Warner Music France
- Warner Music Korea
- Warner Music Middle East
- Warner Music Nashville
- Warner Music Sweden
- WaterTower Music
- WEA Corp.
- Word Entertainment
- Warner Music Entertainment
- Warner Music Experience
- Discos Peerless
- The Triangle Music, LLC. Venezuela
- Macaquinho Industries Brazil

- BAH Music
- Why Club Records
- Bross Records
- Sebastian Os Records
- Songkick